# Orzeł (taksonomia ludowa)

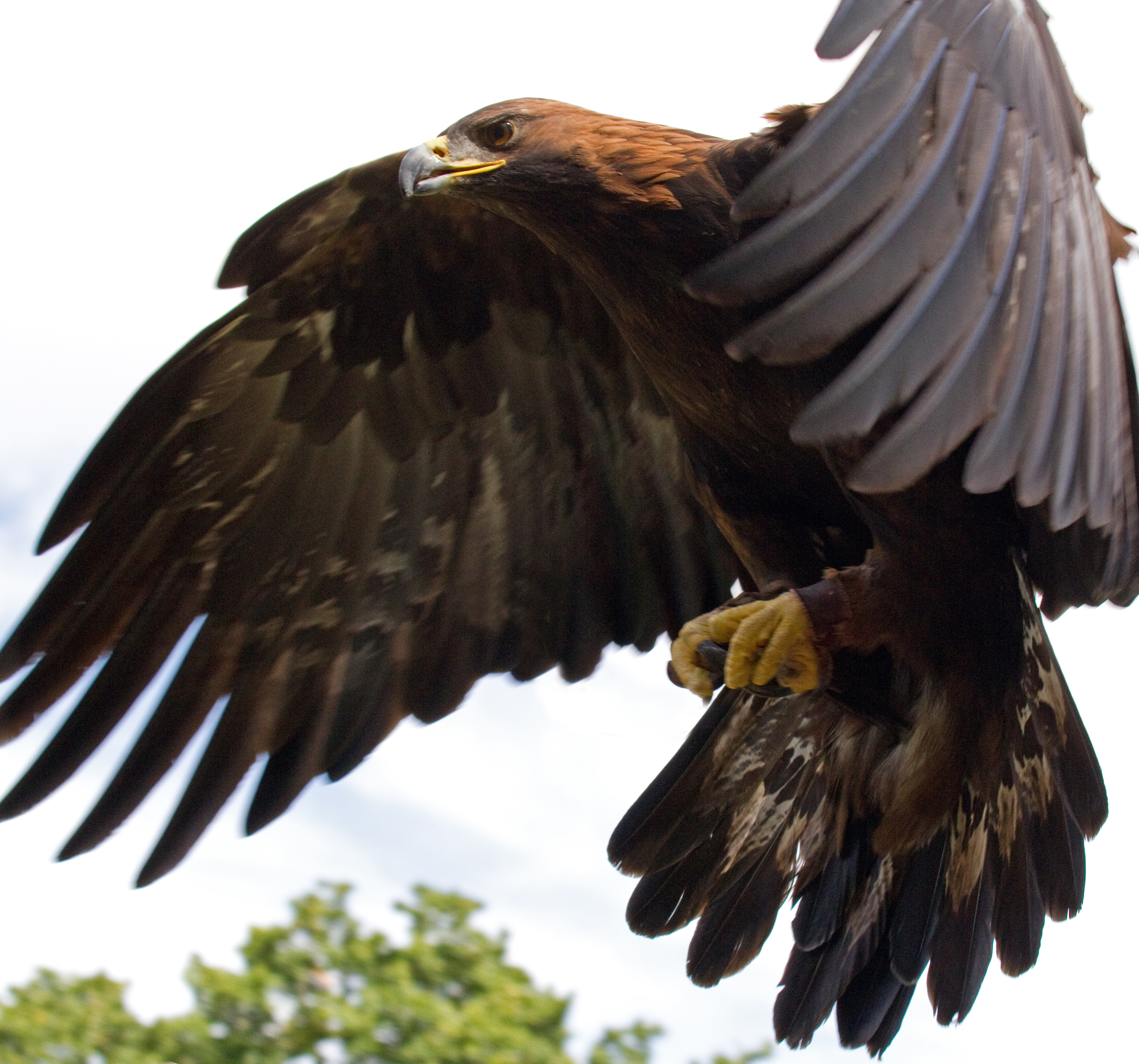
Orzeł przedni

Orzeł – nazwa zwyczajowa określająca kilkanaście gatunków ptaków drapieżnych z rodziny jastrzębiowatych, należących do rodzajów Aquila, Hieraaetus i Harpagornis. Orły charakteryzują się masywną sylwetką, długimi i stosunkowo szerokimi skrzydłami z rozłożonymi jak palce piórami, masywnym dziobem i mocnymi nogami z dużymi szponami i wydłużonymi piórami na zewnętrznej stronie uda i dolnej części nogi („spodnie”). Podczas polowania z reguły unoszą się wysoko nad ziemią, polegając na wzroku w poszukiwaniu zdobyczy. Skład pokarmowy zależy od gatunku i siedliska ptaków, ale we wszystkich przypadkach orły znajdują się na najwyższych stopniach piramid troficznych.
W języku angielskim terminem tym określa się jeszcze większą liczbę gatunków, w tym  bieliki i gadożery, które nie są blisko spokrewnione z innymi orłami.